# J.K. Blok Tøxen
Jørgen Karstens Blok Tøxen (født 9. februar 1776 i Rødding, død 4. februar 1848 i København) var en dansk litterat.
Blok Tøxen blev født i Rødding i Tørninglen Provsti, hvor hans fader, Niels Tøxen, den gang var præst. Hans urolige natur ytrede sig allerede tidlig. 17 år gammel trådte han som frivillig ind i det slesvigske jægerkorps; efter halvandet års tjeneste forlod han militærstanden og blev 1795 dimitteret af sin fader til Universitetet i Kiel.
I 1798 rejste han til Universitetet i København, hvor han fik akademisk borgerret. Så var han en tid huslærer i Jylland, besøgte i 1801 det pædagogiske seminariums historiske klasse, virkede et halvt års tid som adjunkt ved Københavns Katedralskole (Metropolitanskolen) og oprettede i 1803 et opdragelsesinstitut i København, som han i 1809 solgte for at købe en landejendom. Den solgte han dog også, og var så et års tid overlærer ved Holmestrands Borger- og Døtreskole, men vendte i 1812 tilbage til København.
Det er særlig i den følgende tid, at hans forfattervirksomhed falder. Den er af en meget broget beskaffenhed. Han havde ret betydelige kundskaber i de levende sprog og udgav forskellige hjælpemidler til undervisningen heri, f.eks. Praktisk-theoretisk tysk Sproglære (1806), Hovedsprog-Bog, eller dansk, tysk, engelsk, fransk Læsebog. 1. Hæfte. (1818). End videre skrev han om Den menneskelige Magnetisme, om Pengebegejstring og Folkesange, om Napoleons Karakter med mere, samt en mængde mindre afhandlinger og artikler i forskellige periodiske skrifter og aviser såsom Nyeste Skilderie af Kjøbenhavn.
Han var hensynsløs i sin skrivemåde og fik ord for at være en uforfærdet angriber af herskende misbrug. Da dr. Dampe begyndte sin politiske agitation, sluttede han sig en tid til ham og stiftede sammen med ham "Jernringsforeningen". Men da Dampe blev arresteret, svigtede han ham; man siger, at han blev købt ved en kongelig pension. Da Corsaren i 1844 hentydede til, at han havde "deltaget i en Oprørsplan, men forraadt sine medskyldige og derfor faaet en aarlig Pension", kom han i en heftig strid med dette blad, der drev sine løjer med ham.
Han blev i samtiden kaldt "den grå mand", fordi han altid gik i gråt hjemmelavet uldent tøj; desuden fortælles det at han af Frederik 6. modtog en pension efter at han havde forpligtet sig til "ikke at angribe kongen eller regeringen".
Tøxen har skrevet en del lyriske digte; det mest bekendte er Formælingsdigt til Frederik Carl Christian (1828), der "tryktes i 9 Sprog, 19 forskjellige Oversættelser og i 6 Lande". Intet af hans digte har bevaret en plads i litteraturhistorien. I Pennestrøg (1824), senere forøget i 2. udgaven med titlen Mindeblade (1840) har han samlet en del af sine digte og mindre artikler.
I 1826-27 var han i Altona, hvor han med kongeligt privilegium udgav Hamborgerposten; ellers levede han fra 1812 til sin død, i København. I 1831 oprettede han et såkaldt "Avis-Cabinet", hvor man for betaling fik adgang til et rum med ophængte aviser. Kabinettet måtte lukke nogle år senere, men blev efterfulgt af Kjøbenhavns Læsesalon i Kehlets Kaffehus på Kongens Nytorv. Han udgav i 1845 sin stambog, hvis bidrag fra perioden 1796-1942 vidner om en bred bekendtskabskreds blandt danske og tyske lærde og skribenter.
Han var 3 gange gift: 1. med Birgitte Cathrine Damm Rye; 2. med Severine Christine Beyer, født Hjordt; 3. med Jakobine Kaarsberg. Fra sine to første hustruer blev han separeret.